# Mehmed Baždarević
Mehmed Baždarević (ur. 28 września 1960 w Višegradzie) – bośniacki piłkarz występujący na pozycji pomocnika oraz trener piłkarski.

## Kariera klubowa
Baždarević zawodową karierę rozpoczynał w 1978 roku w Željezničarze Sarajewo z Prvej ligi. W 1981 roku dotarł z nim do finału Pucharu Jugosławii, jednak Željezničar przegrał tam 2:3 z Veležem Mostar. W Željezničarze Baždarević występował przez osiem lat. Rozegrał tam w sumie 229 spotkań i zdobył 22 bramki.
W 1987 roku wyjechał do Francji, gdzie został graczem zespołu FC Sochaux-Montbéliard z Division 2. W 1988 roku awansował z nim do Première Division. W 1989 roku oraz w 1989 roku zajął z nim 4. miejsce w tych rozgrywkach. W 1995 roku Baždarević spadł z klubem do Division 2. W ciągu dziewięciu lat w barwach Sochaux zagrał 308 razy i strzelił 20 goli.
W 1996 roku odszedł do Nîmes Olympique z Championnat National. W 1997 roku awansował z nim do Division 2. Na początku 1998 roku Baždarević przeniósł się do szwajcarskiego Étoile Carouge, gdzie w tym samym roku zakończył karierę.

## Kariera reprezentacyjna
W reprezentacji Jugosławii Baždarević zadebiutował 24 kwietnia 1983 roku w przegranym 0:4 towarzyskim meczu z Francją. W 1984 roku został powołany do kadry narodowej na Mistrzostwa Europy. Zagrał tam w pojedynkach z Belgią (0:2), Danią (0:5) oraz Francją (2:3). Z tamtego turnieju Jugosławia odpadła po fazie grupowej. W tym samym roku Baždarević zajął z drużyną narodową 3. miejsce na Letnich Igrzyskach Olimpijskich. W latach 1983–1992 w reprezentacji Jugosławii rozegrał w sumie 54 spotkania i zdobył 4 bramki. W 1996 roku zagrał także 2 razy w reprezentacji Bośni i Hercegowiny.

## Kariera trenerska
Po zakończeniu kariery Baždarević został trenerem. Był szkoleniowcem zespołów FC Istres (Francja), Étoile Sportive du Sahel (Tunezja), Al-Wakra (Katar) oraz Grenoble Foot 38 (Francja). Od 2011 roku pracuje w FC Sochaux-Montbéliard. Od grudnia 2014 roku jest selekcjonerem Bośni i Hercegowiny.